# Finisterre (La Corogne)
Pour les articles homonymes, voir Finisterre.
Finisterre (galicien : Fisterra) est une commune côtière de la province de La Corogne en Galice Espagne.   
La commune est le chef-lieu de la comarque du même nom Fisterra.

## Population
Population recensée : 4 995 habitants en 2010 et 4 775 habitants en 2015.

## Histoire
En juillet 1544, la ville aurait été pillée par des Français, arrivés sur trente navires, mais qui furent battus à Muros par la flotte commandée par le père d'Alvaro de Bazan.
Ce village de marins est aussi la véritable fin du pèlerinage de Saint-Jacques de Compostelle. C'est d’ailleurs de là que les pèlerins ramenaient leurs coquilles. Ils ne l'avaient pas à l'aller mais seulement au retour.
Il existe, comme la Compostelle à Saint Jacques, un "diplôme" pour les marcheurs qui font le trajet Santiago Fisterra à pied.[pas clair]